# El misterio del collar
El misterio del collar (título original en inglés: The Affair of the Necklace) es una película estadounidense de Charles Shyer estrenada en 2001, basada en la trama del Asunto del collar. En 2001 fue nominado a los premios Satellite y al Óscar al mejor diseño de vestuario.

## Argumento
La joven condesa Jeanne de la Motte-Valois, supuestamente de ascendencia real, busca encontrar su sitio en la aristocracia francesa, y para ello, tiene que comprar títulos de nobleza.
Para llegar, Jeanne se acercó a Cardenal Rohan, por aquel entonces excluido de la Corte. Con la finalidad de entrar en los buenos oficios de Marie-Antoinette, Jeanne propone al cardenal que sirve secretamente de intermediario con joyeros para la compra de un collar de diamantes de un valor inestimable y que la reina le reconocerá. Le convence descubriendo cartas supuestamente firmadas por la Reina pidiendo no revelar al Rey la adquisición de esta joya. ahora bien, se trata en realidad de un fraude que pretende sustraer dinero al Cardenal que Jeanne ha incrementado en compañía del Conde Nicolas de la Motte a su esposo, y de Rétaux de Villette su amante, queriendo así recomprar la casa familiar de su padre y encontrar su rango social ultrajado.

## Reparto
- Hilary Swank: Jeanne de Valois-Saint-Rémy
- Jonathan Pryce: Cardenal Louis de Rohan
- Adrien Brody: Conde Nicolas de la Motte
- Simon Baker: Rétaux de Villette
- Joely Richardson: Maria Antonieta de Austria
- Christopher Walken: el Conde Cagliostro
- Simon Shackleton: Luis XVI de Francia
- Hayden Panettiere: Jeanne, de niña
- Brian Cox: Barón de Breteuil, ministro del rey
- Paul Brooke: M. Bohmer
- Helen Màsters: Madame Campan
- Michael Bills (figurante)

## Producción

### Rodaje
Algunas de las localizaciones de la película son el Palacio de Versalles, Vaux-le-Vicomte, Alincourt, Compiègne y Paris, en Francia, y St. Barbara Church, Lednice y Valtice en la República Checa. Los interiores se rodaron en Barrandov Studios en Praga.

### Música
En la banda sonora incluyen "Movement I: Mercy" de Alanis Morissette y Jonathan Elias, "Le Réjouissance - Allegro" y "Allegro from Sonata" de Georg Friedrich Händel, "Beatus vir" de Claudio Monteverdi, "Las cuatro estaciones, Verano - Primer Moviemento" de Antonio Vivaldi, "Aire A6 in G Minor" de William Lawes, "Exsultate, Jubilate", y "Requiem Aeternam, Dies Irae" de Wolfgang Amadeus Mozart, y "Heidenröslein" de Franz Schubert.